# Peter Karlsson (Eishockeyspieler)
Peter Karlsson (* 17. Februar 1966 in Lundby; † 11. März 1995 in Västerås) war ein schwedischer Eishockeyspieler.

## Leben
Karlsson war seit 1984 Verteidiger bei der schwedischen Eishockeymannschaft IK VIK Hockey in der HockeyAllsvenskan. Er wurde dadurch überregional bekannt, dass er sich als erster männlicher Profi-Eishockeyspieler als homosexuell outete. Nach zwischenzeitlichen sportlichen Stationen bei den schwedischen Eishockeymannschaften Surahammars IF und IK Westmannia-Köping, kehrte er zu seiner Heimatmannschaft Västerås IK zurück, wo er als Verteidiger in der Elitserien spielte. Am 11. März 1995 wurde er im Alter von 29 Jahren Opfer eines homophob motivierten Mords eines Mitglieds der rechtsextremen Szene.